# Cubatão
Cubatão es un municipio en el estado de São Paulo, Brasil, a 12 kilómetros de distancia del puerto de Santos, el más grande de América Latina.

## Demografía
La población en 2003 fue de 113.599, su densidad es 799.99/km ² y el área es de 142 km ². Alberga 24 industrias, refinerías de petróleo, la fabricación de acero y fertilizantes.
En la década de 1980, Cubatão fue una de las ciudades más contaminadas del mundo, conocido como "Valle de la Muerte", debido a los nacimientos de niños sin cerebro y las enfermedades respiratorias, hepáticas y de la sangre. La contaminación del aire de alta estaba matando los bosques sobre colinas alrededor de la ciudad. Es una ciudad rica con una población pobre. Se clasificó entre los diez mejores ciudades más sucias del mundo por la revista Popular Science.

## Tragedias
El 25 de febrero de 1984, un derrame de petróleo provocó fuego en la favela Vila Soco, matando a 93 personas según cifras oficiales, pero la cifra real de muertos podría ser más de 200. La contaminación de los trabajadores con los contaminantes orgánicos persistentes poner Rhodia en los peores crímenes de las empresas principales de Greenpeace 10 del mundo nunca en su informe a la Cumbre de Río en 1992.
Providencias duro fueron tomadas para disminuir la contaminación en la ciudad, con un costo de $ 1,200,000,000 hasta ahora. Aunque las cosas han mejorado mucho, es imposible de limpiar completamente el suelo y el agua subterránea y las grandes industrias, mientras que muchos siguen trabajando en un área tan pequeña, siempre habrá cierto grado de contaminación.
Cubatão fue mencionada 1993 por el grupo brasileño de heavy metal Sepultura en la canción coescrita por Jello Biafra "Biotech Is Godzilla" del disco Chaos A.D, como la ciudad más contaminada del mundo: el aire se funde tu cara, niños deformes por todas partes.